# Юность (стадион, Слоним)
«Ю́ность» — стадион в городе Слоним, Беларусь. В настоящее время является домашней ареной ФК «Слоним». Стадион имеет две трибуны, общей вместимостью 2220 мест. Центральная часть главной трибуны оборудована навесом, имеются вип-зона и две комментаторские кабинки. Футбольное поле с травяным покрытием окружают беговые дорожки. На стадионе имеется электронное табло, а также стенд для ведения трансляций. На стадионе ежегодно проводятся массовые праздники.